# Острякове
Остряко́ве (до 1952 — Сарабуз, крим. Sarabuz) — вузлова залізнична станція Кримської дирекції Придніпровської залізниці на електрифікованій лінії Джанкой — Сімферополь, у місці відгалуження електрифікованої лінії на Євпаторію. Розташована в селищі Гвардійське Сімферопольського району Автономної Республіки Крим.

## Історія
Станція відкрита 1874 року під первинною назвою Сарабуз. У 1952 році перейменована на станцію Острякове, на честь генерала Миколи Острякова.

## Пасажирське сполучення
На станції діють каси з продажу квитків, у тому числі й далекого сполучення, камера схову. До тимчасової окупації Криму у 2014 році приміські електропоїзди прямували до станцій Новоолексіївка та Мелітополь.
З квітня 2014 року на станції зупиняються лише приміські електропоїзди, що прямують до Сімферополя, Джанкоя, Солоного Озера та Євпаторії.